# Bayerova maska
Bayerova maska je pole střídavých barevných filtrů, které se používá pro zachycení barev v jednosnímačových fotoaparátech. Maska se skládá ze zelených, modrých a červených filtrů, kde polovinu masky zabírají zelené filtry, jednu čtvrtinu filtry modré a druhou čtvrtinu červené.

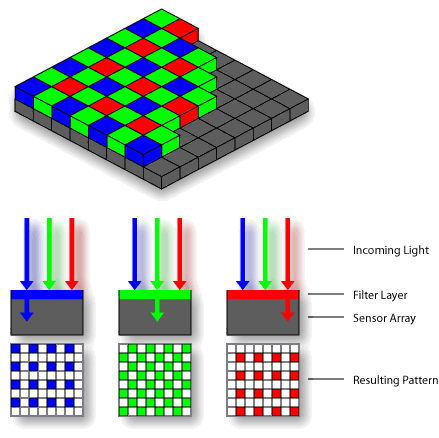
Mozaika barevných filtrů tvořící Bayerovu masku.

Bayerova maska byla vynalezena ve firmě Eastman Kodak Company roku 1976 Brycem Bayerem.

## Vysvětlení
Snímače fotoaparátů jsou monochromatické - nezachycují žádné barvy. Aby byl fotoaparát schopný zachytit barvu, musí na každém místě pixelu být alespoň tři barevné složky. To lze vyřešit pomocí rozdělení světelného paprsku na tři části tak, aby každá část paprsku dopadla na jeden ze tří CCD senzorů opatřených červeným, modrým nebo zeleným filtrem. Tato metoda sice produkuje velmi kvalitní výsledky, je však velmi drahá a technicky složitá.
Cenově efektivnější řešení je použít jeden senzor s Bayerovou maskou. Ta umožňuje senzoru v každém místě pixelu zachytit jednu barevnou složku. Zelené složky se měří s vyšší vzorkovací frekvencí než červené a modré, protože lidské oko je nejcitlivější na zelené barvy.
Pomocí interpolačního algoritmu se dopočítají dvě senzorem nezachycené barevné složky. Tento proces se nazývá ‘demozaikování’ či ‘debayerovaní’.

## Demozaikování
Demozaikování či debayerování je proces, při kterém se z dat získaných ze senzoru s bayerovou maskou dopočítávají nezachycené barevné složky. K tomuto účelu existuje několik algoritmů, například interpolace dle sousedních pixelů, lineární interpolace, kubická interpolace, vysoce kvalitní lineární interpolace, interpolace plynulého přechodu odstínů, interpolace s rozpoznáváním vzorů, adaptivní interpolace barevné roviny či interpolace na základě směrově váženého gradientu.
Jednodušší algoritmy dopočítávají chybějící složky barev v jednotlivých pixelech shluknutím pixelů do skupin (2x2, 3x3 nebo 7x7) a odhadem chybějících hodnot pixelu pomocí hodnot okolních pixelů ve skupině. Výhodou těchto algoritmů je relativně malý počet výpočtů potřebných k dosažení výsledku. Nevýhodou jsou viditelné artefakty, které snižují kvalitu výsledné fotografie.
Složitější algoritmy jsou schopny částečně předejít nežádoucím artefaktům, avšak potřebují více složitějších výpočtů.

## Artefakty
Snímání scény pomocí jediného snímače s bayerovou maskou měří pouze 33% informací původní scény. Zbytek informace se získá interpolací, což často zapříčiňuje vznik artefaktů. Nejčastějšími artefakty jsou tvz. zippering a falešné barvy.

### Falešná barva

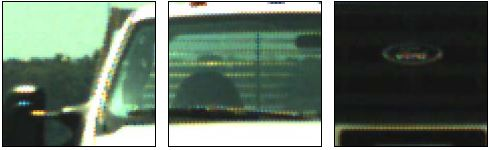
Artefakt falešné barvy.

Tento artefact je zřetelný podél okrajů. Dochází zde k nepřirozeným posunům barev v důsledku chybné interpolace přes okraje focených objektů. Interpolační algoritmus špatně odhaduje barvy hran objektů, což způsobuje výskyt nežádoucích falešných barev, které se v původní scéně nevyskytují. Tento artefakt vzniká zejména za použití jednoduchých interpolačních algoritmů, složitější algoritmy jsou schopny tyto artefakty eliminovat. 

### Zippering

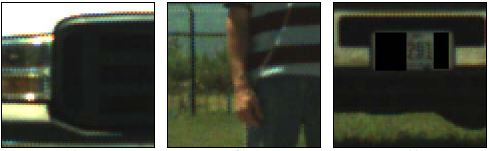
Zippering

Tzv. zippering je další artefakt, který se primárně vyskytuje podél hran. Konkrétně zapříčiňuje rozmazání hran focených objektů. K tomuto efektu dochází, když interpolační algoritmus zprůměruje hodnoty pixelů přes okraje objektů místo podél hran. I tomuto artefaktu se dá předejít využitím složitějších interpolačních algoritmů. 

## Alternativy
Krom klasické Bayerovy masky existují různé variace uspořádání barevných filtrů na masce. Mezi nejvýznamnější patří například Yamakamova maska, Lukacova maska, vertikální maska, diagonální maska, upravená bayerova maska, CMY maska, maska Sony 4-Color či Kodak maska (verze 1-3).